# FC Chur 97
Fussballclub Chur 97 – szwajcarski klub piłkarski z siedzibą w Chur.

## Historia
Fussballclub Chur 97 został założony w 1 czerwca 1997 w wyniku fuzji FC Chur, FC Neustadt Chur i SC Grischuna Chur. W 2001 klub awansował do trzeciej ligi, w której występował do 2005. Po roku w 2006 Chur powróciło do trzeciej ligi, by po sezonie ponownie opuścić jej szeregi. Ostatni raz w 1. Liga Chur występował w sezonie 2009–2010. Obecnie FC Chur 97 występuje 2. Liga interregional, która jest piątą klasą rozgrywkową w Szwajcarii.

## Sukcesy
- 6 sezonów w 1. Liga Promotion (III liga): 2001–2005, 2006–2007, 2009–2010.

## Reprezentanci kraju grający w klubie
| - Ronny Büchel - Franz-Josef Vogt - Philippe Erne - Fabio D’Elia - Christof Ritter | - Raphael Rohrer - Jürgen Ospelt - Ladislav Jurkemik - Senad Lulić - Vaidotas Šlekys |